# Waldstein-Glockenblume
Die Waldstein-Glockenblume (Campanula waldsteiniana) ist eine Pflanzenart aus der Gattung der Glockenblumen (Campanula) in der Familie der Glockenblumengewächse (Campanulaceae).

## Merkmale

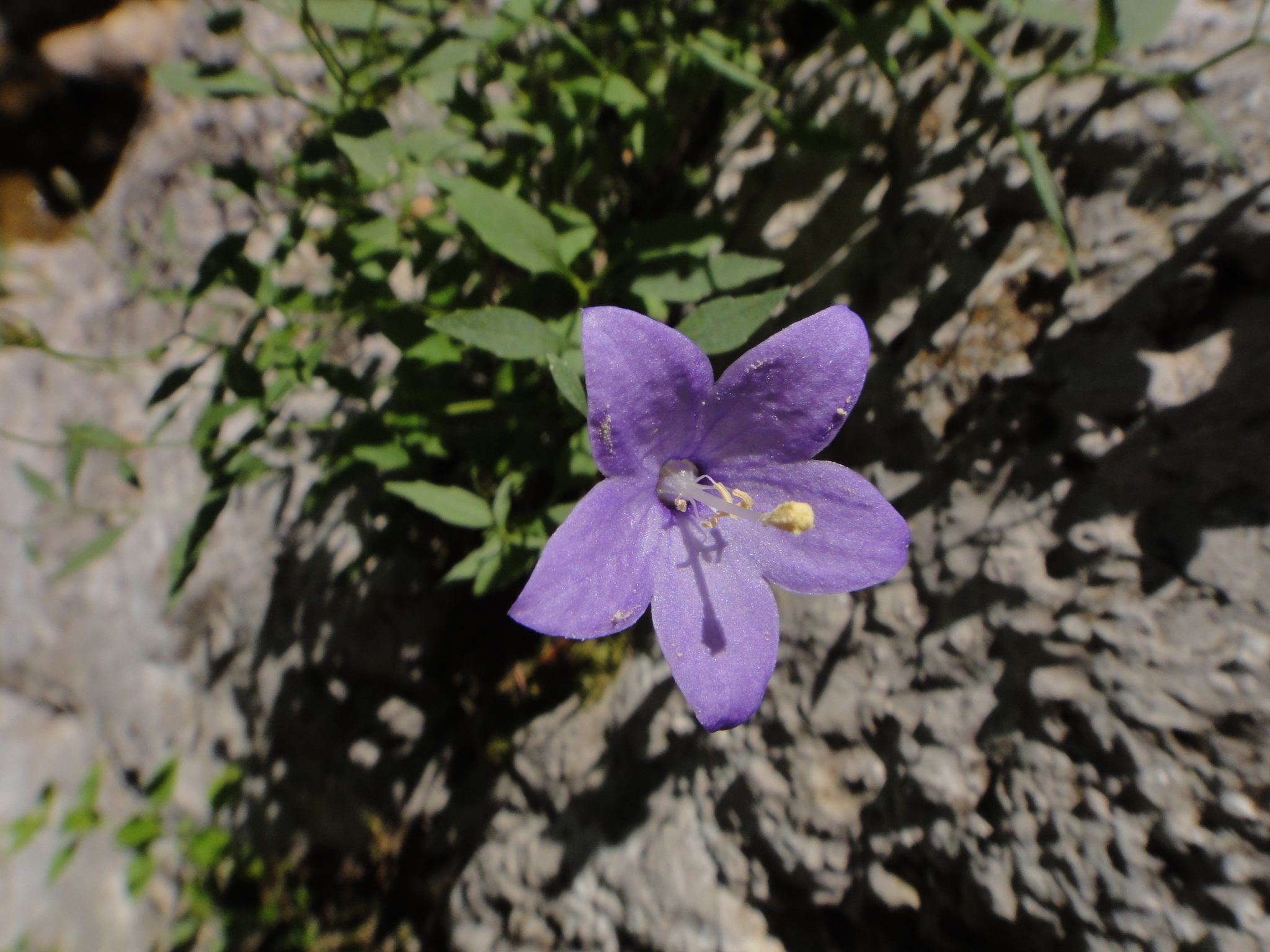
Blüte

Die Waldstein-Glockenblume ist eine immergrüne, ausdauernde, krautige Pflanze, die Wuchshöhen von 10 bis 15 (30) Zentimeter erreicht. Sie bildet unterirdische Ausläufer aus. Die Grundblätter sind eiförmig bis herzförmig und zur Blütezeit bereits verwittert. Die unteren Stängelblätter sind elliptisch bis eiförmig und gestielt, die oberen sind lanzettlich, sitzend und grob gesägt. Die Blüten sind aufrecht-ausgebreitet und in lockeren, 3- bis 5-blütigen Trauben angeordnet. Die Krone ist sternförmig-glockig, tiefblau gefärbt und hat einen Durchmesser von 20 Millimeter.
Die Blütezeit liegt im Juni und Juli.

## Vorkommen
Die Waldstein-Glockenblume kommt in Kroatien im Velebit-Gebirge auf Felswänden und Blöcken sowie in Buchenwald in Höhenlagen von 700 bis 1650 Meter vor.

## Nutzung
Die Waldstein-Glockenblume wird zerstreut als Zierpflanze für Steingärten genutzt. Sie ist seit spätestens 1824 in Kultur.

## Taxonomie und Systematik
Die Erstbeschreibung durch den österreichischen Botaniker Joseph August Schultes wurde 1819 veröffentlicht. Der Name ehrt den österreichischen Botaniker Franz Adam von Waldstein-Wartenberg (1759–1823).
Campanula waldsteiniana bildet mit der Tommasini-Glockenblume (Campanula tommasiniana) die Hybride Campanula × wockei Sünd.

## Belege